# سلیف کولیبالی
سلیف کولیبالی (انگلیسی: Salif Coulibaly؛ زادهٔ ۱۳ مهٔ ۱۹۸۸)  بازیکن فوتبال اهل مالی است که در پست مدافع برای باشگاه هورویا در مسابقات قهرمانی ملی گینه و تیم ملی مالی بازی می‌کند.